# Temporada de furacões no Pacífico de 2003
A temporada de furacões do Pacífico de 2003 levou um número incomum de ciclones tropicais ao México. Os mais importantes da temporada foram o furacão Ignacio e o furacão Marty, que mataram a 2 e 12 pessoas respectivamente, causando 70 milhões de dólares de perdas. Outras três tempestades, duas delas furacões, e três furacões do Atlântico tiveram impacto directo no México. O outro ciclone notável foi o Furacão Jimena, que passou ao sul das ilhas Havaí, o primeiro furacão que afecta as ilhas desde algum tempo.
A temporada começou oficialmente a 15 de maio de 2003, no oceano Pacífico oriental e a 1 de junho de 2003 no Pacífico central, terminando a 30 de novembro do mesmo ano. Estas datas delimitam o período do ano em que se formam a maioria de ciclones tropicais no nordeste do oceano pacífico. A temporada culminou com 16 tempestades tropicais, o que é superior à média. No entanto, esta temporada foi a primeira desde 1977 no que não teve sistemas que se convertessem em furacões de categoria 3 ou maior, segundo a Escala de furacões de Saffir-Simpson.

## Resumo da temporada

### Previsões antes da temporada
A 12 de junho de 2003 o Centro Nacional de Furacões publicou uma predição para a temporada de furacões no Pacífico oriental de 2003. Esta foi a primeira vez que se fez uma predição para a zona. Os cientistas previram um 50% de probabilidades de que tivesse uma atividade por abaixo do normal como se esperava que se desenvolvesse o fenómeno La Niña. O fenómeno La Niña costuma limitar o desenvolvimento de ciclones tropicais no nordeste do pacífico, enquanto no Atlântico ocorre o contrário.
A 19 de maio de 2003, o Instituto Nacional de Furacões publicou a sua predição para a temporada do Pacífico central. Nela se previa que a atividade seria mais baixa que o normal, devido também à atividade do fenómeno La Niña.

### Actividade durante a temporada
Deram-se 16 nomes a tempestades tropicais e a 7 furacões durante 2003, número similar ao que se dá em temporadas longas. No entanto não teve grandes furacões (de categoria 3 ou maior na Escala de furacões de Saffir-Simpson); A primeira vez que tem ocorrido no pacífico oriental desde 1977, estando por abaixo da média de 4 dentro das temporadas longas. O primeiro furacão, o furacão Ignacio, formou-se a 24 de agosto. Esta é a formação de um furacão no Pacífico oriental mais tardia desde que começou a observação por satélite em 1966.

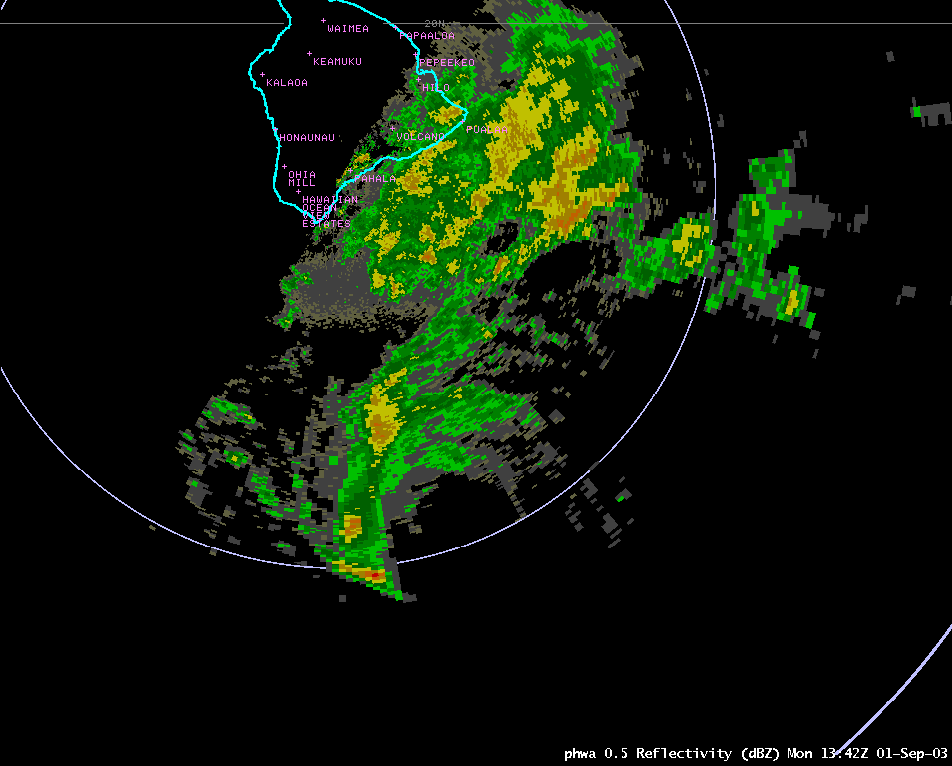
O Furacão Jimena passando ao sul de Havaí

Pese a que a atividade total estava por abaixo da média normal, teve uma incomum chegada a terra em México. Um total de 8 ciclones tropicais do Pacífico e Atlântico tiveram impacto directo no México em 2003, ainda que em 1971 chegaram 9. A média anual é no entanto de 4,2. Cinco tempestades do Pacífico impactaram no México, dos quais o furacão Ignacio e o furacão Marty o fizeram no Estado de Baixa California. Outras duas tempestades chegaram ao México em forma de tempestades tropicais e outras três como depressões tropicais. Três tempestades chegam ao México num curto espaço de tempo, o Furacão Nora e o Furacão Olaf e a tempestade tropical Larry do Atlântico. Como resultado das inundações causadas se declararam zonas catastróficas em 14 Estados.
A atividade no Pacífico central foi inferior ao normal, com uma única depressão tropical e um furacão que entrou na bacia desde o Pacífico oriental. Ademais, a tempestade tropical Guillermo, parou-se justo ao leste de onde termina a responsabilidade do Centro de Furacões do Pacífico Central. Ainda que a atividade foi baixa como regra geral, o Furacão Jimena se acercou às ilhas Havaí algo que não ocorria desde bastante tempo. Criou-se um serviço de vigilância e alerta para a ilha do Havaí ainda que o furacão passou ao sul da ilha sem tocá-la. Não obstante o furacão deixou-se sentir em forma de fortes marés e chuvas.

## Tempestades

### Tempestade tropical Andres
Uma onda tropical converteu-se em depressão tropical a 19 de maio ao sul do México, movendo para o oeste. Converteu-se em tempestade tropical ao dia seguinte antes de chegar à sua força máxima com ventos de 95 km/h. A 25 de maio a redução da temperatura do água debilitou a Andres e converteu-se numa depressão tropical dissipando-se pouco depois. A tempestade não se aproximou à terra.
- Arquivo do Instituto Nacional de Furacões sobre a tempestade tropical Andrés.

### Tempestade tropical Blanca
Quando uma onda tropical entrou em contacto com outra alteração para perto de a costa sul ocidental mexicana se criou uma depressão tropical a 17 de junho. A tempestade foi ganhando força e converteu-se na tempestade tropical Blanca 12 horas depois. Foi-se deslocando para o oeste e atingiu sua força máxima a 18 de junho, com ventos de 95 km/h. Ainda que em Blanca nunca formou um olho na sua força máxima se podia observar um anel de convecção. Baixo a influência de uma forte corrente do sudeste, Blanca começou a debilitar-se e a mover-se de forma errática. A tempestade manteve-se débil desde 22 de junho e desapareceu quatro dias mais tarde. Não teve efeitos de Blanca na terra.
- Arquivo do Instituto Nacional de Furacões sobre a tempestade tropical Branca .

### Tempestade tropical Carlos
Uma onda tropical formou a depressão tropical três-E na costa do México a 26 de junho. Emitiram-se avisos de furacão na costa mexicana e o sistema em seguida fortaleceu-se para converter na tempestade tropical Carlos. A tempestade tocou terra atingindo sua força máxima de 100 km/h, ao oeste de Puerto Escondido no Estado de Oaxaca. A tempestade debilitou-se rapidamente já que a sua circulação foi interrompida pelo terreno montanhoso, a depressão tropical que ficou se deslocou ao mar para se dissipar aí a 29 de junho. Não teve danos sérios mas 44 comunidades costeiras de Oaxaca sofreram pequenas inundações e cortes de energia.
- Arquivo do Instituto Nacional de Furacões sobre a Tempestade Tropical Carlos.

### Tempestade tropical Dolores
A convenção gerada num área de baixas pressões criou uma onda tropical que se deslocou para o oeste. A alteração converteu na depressão tropical quatro-E a 6 de julho, ao sudoeste da península de Baixa Califórnia. Em seguida converteu-se na tempestade tropical Dolores movendo para o noroeste e atingindo a sua cota máxima como uma pequena tempestade tropical com ventos máximos de 65 km/h. No entanto, o vento teve um efeito adverso em Dolores, que se debilitou e se voltou a converter numa depressão 12 horas após se ter criado a tempestade tropical. A porção do noroeste colocou-se em cima de águas frias dissipando-se a 9 de julho.
- Arquivo do Instituto Nacional de Furacões sobre a tempestade tropical Dolores

### Tempestade tropical Enrique
Em 10 de julho, uma onda tropical converteu-se na depressão tropical Cinco-E. A tempestade organizou-se e recebeu o nome de tempestade tropical Enrique ao dia seguinte, numa latitude anormalmente alta. A tempestade continuou fortalecendo-se e chegou-se a previr-se que converter-se-ia em furacão. Isto não ocorreu já que a força máxima da tempestade foram ventos de 100 km/h. Manteve a sua força antes de mover-se sobre águas frias a 21 de julho. Devido à temperatura baixa do água, Enrique debilitou-se rapidamente. A tempestade voltou-se débil a 13 de julho e continuou movendo para o oeste para dissipar-se três dias mais tarde. Enrique não teve efeitos em terra, mas 2 barcos anunciaram que os ventos tinham força de tempestade tropical.
- Arquivo do Instituto Nacional de Furacões sobre a tempestade tropical Enrique

### Tempestade tropical Felicia
Uma onda tropical passou pela América Central a 12 de julho e começou a organizar-se dois dias mais tarde. Converteu-se em depressão tropical a 17 de julho e continuou movendo para o oeste. A depressão converteu-se na tempestade tropical Felicia ao dia seguinte e o Instituto Nacional de Furacões previa que converter-se-ia num pequeno furacão. No entanto, a tempestade manteve-se desorganizada e a força máxima foram ventos de 85 km/h a 18 de julho. A tempestade foi-se debilitando gradualmente, convertendo-se em depressão tropical a 20 de julho. a 24 de julho dissipou-se ao leste do Havaí. Felicia não teve efeitos em terra.
- Arquivo do Instituto Nacional de Furacões sobre a tempestade tropical Felicia.

### Tempestade tropical Guillermo
Em 6 de agosto criou-se uma onda tropical, isolando-se a convecção de uma superfície de baixas pressões da convecção da onda. A circulação do sistema definiu-se na depressão tropical Sete-E que se criou ao dia seguinte. Ainda que se previa que a depressão dissipar-se-ia rapidamente, se foi organizando e movendo ao oeste. A 8 de agosto converteu-se na tempestade tropical Guillermo e atingiu a sua força máxima de ventos de 95 km/h). Manteve a sua força durante todo o dia, até que a formação da tempestade tropical Hilda interrompeu a sua convecção. A 13 de agosto dissipou-se completamente.
- Arquivo do Instituto Nacional de Furacões sobre a tempestade tropical Guillermo
- Relatório do Centro de Furacões do Pacífico Central sobre a tempestade tropical Guillermo

### Tempestade tropical Hilda
Uma onda tropical desenvolveu uma persistente atividade tempestuosa a 5 de agosto, organizando-se rapidamente para converter na depressão tropical Oito-E, ao sul do Cabo San Lucas. O Instituto Nacional de Furacões previa que converter-se-ia num furacão. A depressão converteu-se na tempestade tropical Hilda a 10 de agosto, mas não se tornou mais forte e os ventos máximos foram de 65 km/h. Foi-se debilitando enquanto movia-se ao oeste e dissipou-se a 13 de agosto sem ter-se acercado a terra firme.
- Arquivo do Instituto Nacional de Furacões sobre a tempestade tropical Hilda

### Depressão tropical Um-C
O único ciclone tropical que se formou no Pacífico central durante 2003 se desenvolveu a 15 de agosto, como resultado da interacção dos restos da tempestade tropical Guillermo e um área de baixas pressões. A depressão não se pôde desenvolver e foi indo para o oeste. A 17 de agosto, os remanescentes dissiparam-se, passando pelo Atol Johnston antes de cruzar a Linha internacional de mudança de data a 20 de agosto. A tempestade teve efeitos mínimos no tempo das ilhas Havaí.
- Resumo do Centro de Furacões do Pacífico Central sobre a depressão tropical Um-C.

### Furacão Ignacio
Uma onda tropical desenvolveu-se numa zona de tempo instável ao sul do porto mexicano de Manzanillo a 22 de agosto e foi-se movendo gradualmente para o noroeste. Converteu-se na depressão tropical Nove-E na costa de cabo Corrientes, no estado de Jalisco dois dias depois, baixo a influência de condições atmosféricas favoráveis foi adquirindo força. Denominou-se-lhe tempestade tropical Ignacio a 25 de agosto, antes de atingir a sua força máxima de 165 km/h. Passou a considerar-se furacão a 26 de agosto. Ignacio penetrou no golfo da California antes de tocar terra em La Paz. Em terra foi-se debilitando e dissipou-se a 28 de agosto sobre a Baixa California.
Devido ao lento movimento da tempestade, as chuvas foram abundantes e as inundações severas, causando Ignacio umas perdas valorizadas em 21 milhões de dólares. Dois membros dos serviços de resgate se afogaram nas inundações causadas pela tempestade e umas dez mil pessoas tiveram que ser evacuadas a refúgios.
- Arquivo do Instituto Nacional de Furacões sobre o furacão Ignacio

### Furacão Jimena
Em 28 de agosto, um área de tempo instável dentro da zona de convergência intertropical desenvolveu a depressão tropical Dez-E, a uns 2.775 quilómetros ao leste do Havaí. A tempestade ganhou força rapidamente como encontrava-se sobre águas quentes. Em 29 de agosto, converteu-se no furacão Jimena. A tempestade continuou para o oeste entrando no Pacífico central. Após chegar à sua força máxima, com ventos de 165 km/h, a 1.300 km ao leste de Havaí, começou a se debilitar. A tempestade passou a uns 195 quilómetros da ilha do Havaí, no arquipélago homónimo, justo após perder a força de um furacão. A tempestade deslocou-se depois ao oeste, ao sul do arquipélago, convertendo numa depressão tropical a 3 de setembro. Cruzou a Linha internacional de mudança de data e dissipou-se no dia 5 de setembro. A tempestade produziu precipitações dentre 150-250 mm 3,3 metros quadrados. Também teve ventos de força de tempestade tropical em várias ilhas do arquipélago.
- Arquivo do Instituto Nacional de Furacões sobre o furacão Jimena

### Tempestade tropical Kevin
Uma grande área de baixas pressões dentro de uma onda tropical foi-se organizando pouco a pouco até converter na depressão tropical Onze-E no dia 3 de setembro, ao sul da costa de Baja California. Ao dia seguinte, a 4 de setembro, converteu-se em tempestade tropical. Não obstante, 6 horas mais tarde voltou à categoria de depressão tropical. a 6 de setembro o sistema degenerou numa zona de baixas pressões não convectiva. A tempestade tropical Kevin não produziu efeitos em terra.
- Arquivo do Instituto Nacional de Furacões sobre a tempestade tropical Kevin

### Furacão Linda
A convecção começou a aumentar dentro de uma onda tropical a 9 de setembro e um par de dias mais tarde, a 12 de setembro formou-se a depressão tropical Doze-E, ao sudeste de porto mexicano de Manzanillo. O ciclone moveu-se para o noroeste, convertendo-se em tempestade tropical a 14 de setembro, antes de atingir a sua força máxima, como furacão de categoria 1, com ventos de 120 km/h. O Instituto Nacional de Furacões previa que ia apanhar maior força. Mas isto não ocorreu, Linda se debilitou e se converteu em tempestade tropical doze horas após se converter em furacão, terminando como depressão tropical a 17 de setembro. Os restos mantiveram-se fracos e dissiparam-se definitivamente a 27 de setembro. Não teve nenhum relatório sobre efeitos desta tempestade.
- Arquivo do Instituto Nacional de Furacões sobre o furacão Linda.

### Furacão Marty
Uma onda tropical moveu-se para o oceano Pacífico a 10 de setembro, e a convecção sócia a ela aumentou gradualmente. A 16 de setembro, enquanto o sistema encontrava-se ao sudeste do Cabo San Lucas, organizou-se formando a depressão tropical Treze-E. A depressão foi ganhando força ao chegar à costa da península de Baja California, convertendo numa tempestade tropical a 19 de setembro e em furacão dois dias mais tarde. O furacão Marty atingiu a sua força máxima a 22 de setembro, com ventos de 155 km/h. Após mover pela ponta meridional da península, deslocou-se à costa oeste do golfo da California, debilitando-se pouco a pouco. A tempestade converteu-se em depressão tropical a 23 de setembro e dissipou-se dois dias mais tarde. O Furacão Mary foi o que produziu danos mais severos da temporada. 12 mortos e 8 feridos foram as consequências humanas do furacão. Destruíram-se umas 4 mil moradias. Trouxe fortes chuvas à região e algumas delas afectaram ao sudoeste dos Estados Unidos. inundações de até 1.5 metro de água na zona de La Paz, Baja California Sul, afundaram-se 35 iates em vários portos. Marty foi também o furacão que produziu mais perdas de toda a temporada, com uns danos valorizados em 50 milhões de dólares na zona ocidental do México.
- Arquivo do Instituto Nacional de Furacões sobre o furacão Marty

### Furacão Nora
Uma onda tropical moveu-se pela América Central a 25 de setembro, deslocando-se de forma paralela à costa meridional mexicana. Foi-se organizando e a 1 de outubro converteu-se na depressão tropical Catorze-E ao sul da Península de Baja California. Continuou ganhando força enquanto deslocava-se ao noroeste, convertendo-se em tempestade tropical ao dia seguinte. A 4 de outubro converteu-se em furacão, atingindo a sua força máxima com ventos de 165 km/h. Nora girou para o este e começou a debilitar devido ao sistema que depois converter-se-ia no furacão Olaf. O ciclone debilitou-se rapidamente ao chegar a terra, ao norte de Mazatlán a 9 de setembro. O furacão Nora foi o sistema mais intenso da temporada, trazendo fortes chuvas ao estado de Sinaloa, mas não teve nenhum dano significativo.
- Arquivo do Instituto Nacional de Furacões sobre o furacão Nora.

### Furacão Olaf
Uma onda tropical foi-se organizando a 2 de outubro ao sudeste de Acapulco, convertendo na depressão tropical Quinze-E ao dia seguinte. A depressão ganhou força convertendo na tempestade tropical Olaf seis horas após a sua formação. Olaf atingiu a sua força máxima como furacão com ventos de 120 km/h a 5 de outubro. A tempestade desorganizou-se em seguida, mantendo-se só umas horas como furacão, antes de aproximar à costa mexicana. Tocou terra para perto de Manzanillo a 7 de outubro dissipando-se pouco depois. A tempestade causou inundações severas nos Estados de Jalisco e Guanajuato, causando danos em plantações, casas e estradas. Não teve desgraças pessoais.
- Arquivo do Instituto Nacional de Furacões sobre o furacão Olaf

### Furacão Patricia
Em 20 de outubro a convecção sócia com uma onda tropical foi-se organizando e criou-se a depressão tropical Dezasseis-E, ao sul de Acapulco. Pouco depois converteu-se na tempestade tropical Patricia atingindo força de furacão em 21 de outubro enquanto ia-se dirigindo ao oeste. 12 horas depois, a força do vento aumentou até os 130 km/h e o Instituto Nacional de Furacões previa um reforço. No entanto, a 22 de outubro, Patricia começou a debilitar-se deixando de ser furacão. A tempestade debilitou-se até converter numa depressão a 25 de outubro e dissipou-se ao dia seguinte, dando por terminada a temporada. O furacão Patricia não teve efeitos em terra.
- Arquivo do Instituto Nacional de Furacões sobre o furacão Patricia.

## Lista de energia acumulada por cada ciclone
| ACE (104 kt2) – Tempestade | ACE (104 kt2) – Tempestade | ACE (104 kt2) – Tempestade | ACE (104 kt2) – Tempestade | ACE (104 kt2) – Tempestade | ACE (104 kt2) – Tempestade |
| -------------------------- | -------------------------- | -------------------------- | -------------------------- | -------------------------- | -------------------------- |
| 1                          | 9.28                       | Jimena                     | 9                          | 2.68                       | Guillermo                  |
| 2                          | 8.80                       | Nora                       | 10                         | 2.20                       | Blanca                     |
| 3                          | 6.71                       | Ignacio                    | 11                         | 2.15                       | Enrique                    |
| 4                          | 6.11                       | Marty                      | 12                         | 1.21                       | Felicia                    |
| 5                          | 4.50                       | Patricia                   | 13                         | 0.858                      | Hilda                      |
| 6                          | 4.12                       | Andrés                     | 14                         | 0.830                      | Carlos                     |
| 7                          | 4.05                       | Olaf                       | 15                         | 0.245                      | Dolores                    |
| 8                          | 2.78                       | Linda                      | 16                         | 0.123                      | Kevin                      |

A tabela da direita mostra a energia de ciclone acumulada para cada tempestade da temporada. O total de energia da temporada de 2003 foi 56.6 x 104 kt2, convertendo-a numa das menos activas desde 1980. A energia de ciclone acumulada é uma medida da força da tempestade multiplicada pelo tempo que existiu, de modo que os furacões que se mantêm mais tempo possuirão um nível de energia maior.
O furacão Jimena possui o maior índice de energia da temporada, com um total de 9.28 x 104 kt2. Deste total, Jimena possuía um índice de 3.265 x 104 kt2 no Pacífico oriental e 6.015 x 104 kt2 no Pacífico central. Isto significa que enquanto Jimena teve o maior índice de energia da temporada, só se mantém na posição 7.ª do ranking do Pacífico oriental, sendo Nora a primeira da lista nessa bacia.
Como o furacão Jimena foi o único que se desenvolveu no Pacífico Central, o índice de energia de ciclone acumulado foi 6.015 x 104 kt2, enquanto o total do Pacífico oriental foi 50.6 x 104 kt2.
Fonte:

## Nomes de tempestades
A seguinte lista foi a usada para nomear às tempestades que se geraram no Pacífico oriental em 2003. A Organização Meteorológica Mundial não eliminou nenhum nome desta lista, que portanto será usada em a temporada de 2009. É a mesma lista que se usou em a temporada de 1997 ainda que se incorporou Patricia para substituir a Pauline. A primeira vez que uma tempestade recebeu o nome Patricia foi em 2003. Não se usaram nomes do Pacífico Central; o primeiro tivesse sido Ioke. Os nomes que não se usaram estão marcados em cinza.
| - Andrés - Blanca - Carlos - Dolores - Enrique - Felicia - Guillermo - Hilda | - Ignacio - Jimena - Kevin - Linda - Marty - Nora - Olaf - Patricia | - Rick (sem usar) - Sandra (sem usar) - Terry (sem usar) - Vivian (sem usar) - Waldo (sem usar) - Xina (sem usar) - York (sem usar) - Zelda (sem usar) |